# Premis Barcino
Els Premis Barcino de sardanes i música per a cobla es van atorgar a Barcelona cinc vegades entre els anys 1948 i 1959 i, en el seu moment, van ser els únics guardons d'aquest tipus.
Al llarg dels anys hi han hagut altres premis "Barcino": el 1916 se'n concedí puntualment un a la persona que resolgués la sardana revessa d'una audició sardanista al "Casal Catalanista del Districte II" de Barcelona i, amb posterioritat, als anys 20 i 1930 se n'atorgaren en concursos d'hípica a Barcelona. El concurs Maria Canals concedí entre el 1966 i el 1978 el "premi Barcino de Cant" i, ja al segle xxi, s'ha concedit el "Premi de novel·la històrica Barcino" (Lindsey Davis, 2013; Santiago Posteguillo, 2014; Simon Scarrow, 2015; Christian Jacq, 2016; Arturo Pérez-Reverté, 2017).

## Premis Barcino 1948-1959
I Concurs 1948
El concurs va ser convocat per la Comissió de festes del carrer Canuda de Barcelona i tingué per jurats els compositors Joaquim Serra i Corominas, Antoni Planàs i Marca i Josep Maria Ruera i Pinart, que atorgaren sis guardons i en deixaren un setè desert: Primer premi per La reina de la llar, d'Agustí Borgunyó i Garriga; accèssit al tercer premi, Bella gesta, de Josep Marimon i Figueras; quart premi i premi Juli Garreta, El rellotge de l'avi, d'Agustí Borgunyó; cinquè premi, Rondalla, de Francesc Basil i Oliveras; sisè premi, De la bóta del racó, de Josep Blanch i Reynalt
II Concurs 1949
La Comissió de festes del carrer Canuda convocà el concurs novament el 1949, anunciant que es concedirien set premis (a la fi se n'atorgaren nou) per a sardanes i glosses, per un import total de 2.300 pessetes, amb un jurat format pels compositors Enric Casals i Defilló, Antoni Català i Vidal i Josep Sancho i Marraco Les obres premiades foren: Empordaneses, de Josep Grivé i Simon; Suite pairal, de Rogeli Suriol i Juvé; premi Juli Garreta, Remors de festa a la pineda, de Miquel Casas i Bell; premi Apel·les Mestres, L'amoreta, de Francesc Fornells i Vilar; premi Enric Morera, Meravella nostrada, de Josep Marimon; premi Josep Serra, Estiuenca, d'Adolf Cabané i Pibernat; premi Joan Lamote de Grignon, Puigverd, d'Adolf Cabané; premi Ramon Serrat, M'estimes?, de Josep Marimon; premi Juli Garreta, Tres impressions de l'Escala, d'Agustí Borgunyó
III Concurs 1953
Al concurs del 1953 s'hi van presentar cinquanta-dues obres, i el jurat l'integraven els compositors Josep Sancho i Marraco, Antoni Pérez i Moya i Rafael Ferrer i Fitó. Els premis es va lliurar en el decurs d'un concert al Palau de la Música Catalana el 10 de gener del 1954, i els atorgaren la "Secció Sardanista del Club Dinàmic", l'"Agrupació Cultural Folklòrica de Barcelona", l'"Orfeó de Sants", l'"Anella Sardanista Almogàvers", l'"Orfeó Català", el "Centre Excursionista de Catalunya", "La Sardana Popular" i el "Cercle Sardanista": (premi complementari) El balneari de Vallfogona, d'Adolf Cabané; (premi complementari) Homenatge a Garreta, d'Agustí Borgunyó; premi Joan Lamote de Grignon, Vela al vent o El cant de les ones, de Francesc Fornells; premi Juli Garreta, Pàtria, cinc peces en forma de "Suite",de Francesc Basil; premi Enric Morera, El castell de Savallà, d'Adolf Cabané; premi Francesc Pujol, Juntes les mans, d'Agustí Borgunyó; premi Ramon Serrat, El nostre reiet, de Josep Gravalosa i Geronès; premi Josep Serra, L'estiuet de Sant Martí, d'Agustí Borgunyó; premi Pep Ventura, Tornaboda, d'Agustí Borgunyó
IV Concurs 1956
El quart concurs el va convocar el 1956 el "Cercle Sardanista" de Barcelona. El concert de presentació de les obres premiades es va fer el 16 de febrer del 1957 a la sala d'actes de la "Caja de Jubilaciones y Subsidios de la Industria Textil", a Barcelona. Els premis foren per: El castell de Requessens, de Francesc Basil i Oliveras; El dubte d'una noia enamorada, de Josep Gravalosa; Evocació, de Josep Maria Pons i Serena; La filadora, de Francesc Basil; Miniatures, de Francesc Basil; Nadal, de Francesc Fornells; Violeta, de Francesc Fornells; Carmelitana, d'Antoni Planàs; accèssit, Matinejant, de Lluís Albert i Rivas; premi Enric Morera, La flor de l'estany, de Josep Gravalosa i Geronès; premi Joan Lamote de Grignon, Fantasiosa, d'Antoni Planàs; premi Pere Rigau, Remembrances de la vida, de Josep Gravalosa; premi Josep Serra, Per ella, d'Agustí Borgunyó; premi Ramon Serrat, La dama robada, de Josep Maseras i Bertran
V Concurs 1959
El del 1959 va ser el darrer premi Barcino, el tornà a convocar el "Cercle Sardanista" i Josep Gravalosa i Geronès s'estrenà com a jurat, després d'haver sigut premiat a les dues edicions anteriors. Els premiats foren: Segon premi i premi Juli Garreta, Dansa noble, de Francesc Basil; Fruit d'un somni, d'Antoni Planàs; accèssit, Quan món promès vindrà, de Josep Maria Pla i Mateu; premi Antoni Agramont, Joiosa diada, d'Antoni Planàs; premi Francesc Pujol, Choral de primavera, de Francesc Fornells; premi Josep Serra, La cançó d'un amor mig oblidat, de Francesc Fornells; premi Antoni Juncà, Torrentera avall, de Francesc Basil; premi Pere Rigau, L'escampa perfums, d'Antoni Planàs; premi Juli Garreta, Mosaic catalanesc, d'Agustí Borgunyó; premi Francesc Alió, El pastor de la Cortada, de Josep Sancho i Marraco; premi Ramon Serrat, Flordeneu i Gentil, ambdues de Lluís Lloansí i Marill